# Cmentarz wojenny nr 398 – Bieńczyce
Cmentarz wojenny nr 398 – Bieńczyce-Dłubnia – pojedyncza mogiła austro-węgierskiego żołnierza z okresu I wojny światowej wybudowana przez Oddział Grobów Wojennych C. i K. Komendantury Wojskowej w Krakowie i znajdująca się na terenie jego okręgu XI Twierdza Kraków.
Mogiła znajdowała się w okolicy obecnej ulicy Makuszyńskiego w Krakowie. Została zlikwidowana w latach 50. XX wieku w trakcie poszerzania ulicy.